# خلي بالك من زيزي (مسلسل)
خلي بالك من زيزي هو مسلسل درامي مصري من تأليف مريم نعوم وإخراج كريم الشناوي، ومن بطولة أمينة خليل، ومحمد ممدوح، وبيومي فؤاد، وعلي قاسم، وصبري فواز، وأسماء جلال.

## القصة
المسلسل يحكي عن فتاة مصابة بالعصبية الشديدة، تضرب زوجها، وتتسبب له بإصابة، تتحول إلي قضية، ثم تبدأ في رحلة لمحاولة إثبات براءتها، لتحرر نفسها من عقدها، وتخطي غضبها.

## الشخصيات الرئيسية
| - أمينة خليل: زيزي " زينب " العوضي - محمد ممدوح: مراد الفرماوي - بيومي فؤاد: فؤاد العوضي - علي قاسم: هشام عسل - نهى عابدين: نيللي - أسماء جلال: هدى الفرماوي | - تامر نبيل: ياسر عسل - ريم عبد القادر: تيتو بنت هدى - صبري فواز: سامي صديق مراد - صفاء الطوخي: ناريمان أم زيزي - سلوى محمد علي: كوكي أم نيللي - علي الطيب: وليد سري | - كرم جابر: جمال الضبع - محسن منصور: مرزوق المحامي - نادين: سيلين صديقة مراد - عارفة عبد الرسول: والدة وليد - مفيد عاشور: شندي زميل سامي - شريف نور الدين: علي أخو زيزي | - محمد رضوان: إبراهيم أبو نيللي - حسن مالك: سراج - جلا هشام: ياسمين خطيبة هشام - آدم وهدان: إسماعيل أبن نيللي - آدم النحاس: آدم أبن نيللي |

- صلاح عبد الله: أنور الشرقاوي - ضيف شرف
- محمد فراج: أحمد رشدي
- مروان يونس: والد ساندي
- نورا الفولي: والدة ساندي

بالإشتراك مع:
1. إيمان محمد الرفاعي: ميس إيناس
2. ولاء قداح: موظفة مدرسة
3. محمد شيرين: أبو ياسمين  مشيرة عادل إبراهيم: راندا
4. أحمد عطية: رجل أمن المدرسة
5. لبيب عزت: عناني - أسر أنور: زين طفل المدرسة
6. حسين نصار: سيف
7. كريم كريم: رحيم
8. محمد الهجرسي: مرزوق
9. اية حلمي: هدير
10. أدهم عبد الله: محمود
11. سارة رشاد: موظفة مدرسة نيلي
12. ريما مصطفي: ساندى
13. دينا ممدوح: رضوى
14. داليا الجندي: رباب - شادي حسن: مدرس ألعاب
15. أحمد محمد رفعت: مدرس إيهاب
16. محمود سامي: مستر علاء
17. سارة رشاد: بسمة
18. رانيا رشدي: ميس نسمة
19. يوسف إيهاب: زياد
20. عادل سعيد: فراش الجامعة
21. جاسر محمود: طالب
22. إيمان مصطفى :طالبة 2
23. أحمد حاتم: طالب 1
24. سارة النادي: نانسي
25. كريم أبو النجا: شاب العاب قتالية
26. أحمد البنهاوي: هيثم مدرب جيم
27. ميرنا يوسف: موظفة الجيم
28. شيماء القفاص: مدربة
29. عادل عزت: قاضي
30. هالة سمير: نادية
31. سلمى زكي: نيرة
32. ريهام سمير: عاملة مكتب مراد
33. بدر صبري: موظف محل الألعاب
34. إبراهيم ستوب: موظف مكتب مرزوق
35. باسم الرفاعي: زوج السيدة الحامل
36. أسامة نبيل: صالح
37. صابر زايد: رجب
38. علي الشال: أمن عمارة نشوى
39. ميساء صادق: دكتورة نشوى
40. سراج الدين سليم: جرسون مراد
41. يسرا المسعودي: وفا
42. محمود سعد الدين: محفظ القرآن
43. نهى نبيل: شيري
44. داليا عزت: لينا
45. محمد الفلال: تاجر السيارات
46. أحمد جاب الرب: أمين شرطة
47. حسن داوود: أمين قسم قصر النيل
48. سارة فهمي: سكرتيرة مراد
49. مدحت رمضان: وكيل نيابة
50. درة يوسف: عميلة مكتب مراد
51. سماح عبد العال: إلهام
52. نور نصر الدين :شابة بايكر
53. شريف نور الدين: علي
54. أحمد عباس: حسام
55. فرح الطويل: عسكري منزل فؤاد
56. أحمد هاني: شاب كوفي سراج
57. أحمد الشاعر: كابتن السلة
58. دعاء سليمان: حفلة عيد الميلاد
59. ميساء : ام كنزي
60. محمد مبروك: رفعت
61. فتحي العجمي: بائع محل الحيوانات
62. أحمد سيد سليم: معتز
63. كمال شريف: بدران
64. أحمد النمراوي: الجبالي
65. عمرو جلال: عبده
66. صلاح الدين علي: قدري
67. طارق راتب: رشيد
68. أيمن عبد الهادي: ظابط محطة مصر
69. أحمد الصمدي: أمين المحطة
70. هاني حجازي: شيال المحطة
71. جلال العشري: أبو الحمد
72. طاهر الحكيم: ربيع
73. هاني دانا: مؤمن
74. عباس عبد المنعم: سيد